# Hydrocotyle oligantha
Hydrocotyle oligantha är en växtart i släktet Hydrocotyle och familjen araliaväxter.
Arten förekommer på Kuba. Den beskrevs av Ignatz Urban 1927.